# Cesare Casella
Cesare Casella (Pavia, 22 luglio 1969) è stato vittima di uno dei più lunghi sequestri di persona a scopo di estorsione mai avvenuti in Italia.

## Biografia
Fu rapito a Pavia il 18 gennaio 1988 e rilasciato due anni dopo presso Natile di Careri, in Calabria, il 30 gennaio 1990. Per la sua liberazione fu pagato il 14 agosto del 1988 un riscatto di un miliardo di lire, ma senza esito. L'attenzione dei mass-media al sequestro crebbe considerevolmente nel giugno 1989, allorché la madre di Cesare, Angiolina Montagna (1946-2011), poi detta Mamma Coraggio, andò in Calabria dove chiese, nelle piazze, la liberazione del figlio e un maggior intervento da parte dello Stato. Sulla vicenda, Cesare Casella ha scritto un libro edito da Rizzoli, dal titolo 743 giorni lontano da casa.

### Il rapimento: esecuzione e primi giorni di prigionia
Cesare Casella ha 18 anni e mezzo quando viene rapito. 
Suo padre Luigi è proprietario di una concessionaria Citroën, la Casella S.r.l. , che si trova sulla Vigentina, alla periferia pavese. Dietro l'azienda c'è la casa di famiglia, che Cesare sta raggiungendo in automobile alle 20,25 di lunedì 18 gennaio 1988, una serata di fitta nebbia. Un'automobile blocca la strada al ragazzo, urtando la sua: due uomini lo prelevano con la pistola puntata e lo portano in un garage non lontano dal capoluogo. Qui Cesare trascorre una decina di giorni, in compagnia di un bandito che soprannomina "Maradona" in quanto tifoso del Napoli; per coincidenza, il nome del calciatore argentino verrà usato come parola d'ordine dei sequestratori nei contatti con la famiglia.

### Prima richiesta di riscatto. Letanein Aspromonte
I mandanti del sequestro, mai trovati, fanno parte dell'anonima sequestri calabrese, direttamente collegata alla 'Ndrangheta, che usualmente ricicla i soldi dei riscatti per l'importazione e lo spaccio di sostanze stupefacenti. Il primo contatto con la famiglia avviene il 10 febbraio, e la prima richiesta è di otto miliardi di lire. Cesare, nel frattempo, è stato trasferito in Calabria sull'Aspromonte, massiccio montuoso in provincia di Reggio Calabria. Nella stessa zona sono custoditi altri sequestrati, in un periodo che è l'ultimo in fatto di rapimenti su scala "industriale". Le prigioni (o “tane”, come le chiamerà il ragazzo nel suo libro) sono scavate nella terra per la lunghezza di due metri, la larghezza di uno e l'altezza di uno e mezzo, ai piedi di un albero, alla base del quale vengono assicurate le catene da legare alla caviglia e al collo del sequestrato. Le pareti sono foderate di un muro di sassi e una lamiera, ricoperta di foglie, fa da tetto. Cesare di queste “tane” ne abiterà tre: la prima a febbraio per due settimane, la seconda fino alla fine di agosto 1988 e la terza, quella più ampia, per ben diciassette mesi fino alla liberazione.

### Pagamento del riscatto erilanciodei rapitori
Dopo la prima richiesta, i rapitori diminuiscono l'importo da far pagare alla famiglia, scendendo gradualmente da otto a un miliardo. A metà marzo arriva pure la prima prova in vita: una fotografia Polaroid di Cesare, ritratto con un quotidiano del 13 marzo, il cui titolo beffardamente augurante, riferito alla crisi del Governo Goria, è “Un'apertura al buio”. In agosto (mese in cui avviene la liberazione del piccolo Marco Fiora, dopo 18 mesi di prigionia), il padre Luigi e il fratello minore Carlo giungono in Calabria e seguono le procedure di pagamento volute dalla banda. Il 14 arriva la seconda prova in vita (del 12) e i soldi vengono consegnati. Ma nei giorni successivi Cesare non ricompare: verrà solo trasferito in un altro luogo. Quanto ai soldi, i banditi rilanciano e chiedono altri due miliardi, fino a salire ai cinque del 5 giugno 1989, per poi ridiscendere gradualmente e tornare in ottobre a un unico miliardo.
I contatti fra sequestratori e famiglia si fanno meno frequenti, anche per gli interventi di forze dell'ordine e di magistrati, che stavolta sono decisi a impedire un secondo pagamento. La contraddizione, naturalmente, è molto forte: da una parte è uno Stato col dovere di prevenire il finanziamento di atti illeciti (quello a cui servono, per l'appunto, i soldi di un riscatto), dall'altra una famiglia col diritto di tutelare l'incolumità del proprio congiunto. Già più volte acceso dai precedenti casi di sequestro di persona a vari scopi (primo fra tutti quello dello statista Aldo Moro da parte delle Brigate Rosse nel 1978), il dibattito fra linea dura (o della fermezza) e linea morbida (o della trattativa) divide ancora l'Italia.

### Mamma Coraggio
Dopo i contatti, tutti a vuoto, di novembre 1988 e marzo-aprile 1989 (quando viene inviata una terza prova in vita, ma inutilmente, poiché per i Casella scatta il blocco dei conti correnti), all'inizio di giugno 1989 ne arriva uno telefonico: Luigi Casella dichiara di avere solo mezzo miliardo di lire e non i due richiesti; il bandito gli dà del bastardo e pretende, stavolta, cinque miliardi. Ciò indurrà la madre di Cesare, Angela, a manifestare pubblicamente e in maniera clamorosa la sua disperazione e a raggiungere una prima volta la Calabria nel novembre 1988, accompagnata da una cronista del quotidiano "La Provincia pavese": incontrerà alcuni parroci della Locride, a cui chiederà di lanciare appelli dal pulpito per la liberazione di suo figlio Cesare. Il 10 giugno 1989, la signora lascia ancora Pavia alla volta della Locride (zona del Reggino delimitata dall'importante paese di Locri e dalle cittadine interne: Platì, Ciminà e San Luca, quest'ultima nota per la provenienza di molti malviventi e, in positivo, del giornalista e poeta Corrado Alvaro). Subito giornali e televisioni danno risalto al fatto. Angela gira le piazze dei vari centri, raccoglie firme di solidarietà e, per dare un'idea della probabile condizione del figlio, arriva a incatenarsi (“Mio figlio è così da 17 mesi”) e a dormire in una tenda.
La sua determinazione, per la quale i mass-media la soprannominano “Mamma Coraggio” (e di lei parlerà anche il settimanale americano TIME in un articolo chiamato Searching in the Wild West), suscita ammirazione e commozione, ma anche preoccupazione per la sfida aperta al muro di omertà e all'autorità che la malavita esercita in quei luoghi. A livello istituzionale e politico, si decise di creare il Nucleo Antisequestri della Polizia di Stato, incrementando a 2173 gli agenti impiegati in azioni di rastrellamento e ricerca degli ostaggi in Aspromonte. Nello stesso tempo si chiese anche alla signora di lasciare la Locride per non "intralciare" le indagini: Angela dapprima va a Fuscaldo (provincia di Cosenza), poi fa ritorno a Pavia. Il 27 giugno i rapitori inviano una lettera, in cui dichiarano che la liberazione incondizionata di Cesare dopo la “sfida” di sua madre è impossibile per una questione di principio: significherebbe la loro sconfitta e attenuerebbe la paura alle famiglie dei sequestrati. Tuttavia, la banda riduce ragionevolmente l'importo del riscatto: da cinque a un miliardo e mezzo di lire.

### Verso la fine del sequestro
Nei mesi successivi ritorna la "calma", e con essa l'incertezza sulla sorte del ragazzo. Per giunta, nell'agosto 1989 i Casella rischiano di cadere vittime di un atto di sciacallaggio: due finti banditi pugliesi chiedono quel mezzo miliardo che la famiglia aveva dichiarato di possedere. Ma vengono fermati grazie a un'agente di polizia travestita da "Mamma Coraggio". Ad ottobre i veri banditi riducono la cifra del riscatto a un miliardo. A novembre la famiglia li avverte di esser pronta a pagare previa la solita prova in vita, la quarta, che i rapitori sono a loro volta pronti a inviare. Ma Vincenzo Calia, sostituto procuratore della Repubblica a Pavia, incaricato dell'inchiesta, decide che del pagamento dovranno occuparsi i carabinieri dei GIS (Gruppo di Intervento Speciale): la banda se ne accorge e il primo tentativo va a vuoto. Un secondo, decisivo, è stabilito per la notte di Natale 1989; la prova in vita però non arriva, così scatta un'operazione volta a catturare gli esattori: i GIS si presentano all'appuntamento e riescono nel loro intento: l'arrestato, neutralizzato da una pallottola alla gamba, è Giuseppe Strangio, latitante. I soldi, naturalmente, ritornano a Pavia.
Il risalto dei giornali, dopo i fatti di giugno, è minore: non solo per le richieste di silenzio-stampa da parte di famiglia e inquirenti, ma anche per i contemporanei eventi storici internazionali: la fine dei regimi comunisti in Europa, la caduta del Muro di Berlino (9 novembre 1989) e il colpo di Stato in Romania culminato con l'arresto e l'uccisione (25 dicembre) del Presidente della Repubblica Nicolae Ceaușescu. Così termina il 1989, momento determinante per le sorti del pianeta, ma anche l'anno che un ragazzo nel frattempo ventenne ha trascorso per intero incatenato in una buca.

### La liberazione
Il 3 gennaio 1990 un noto insegnante e giornalista di Bovalino, Antonio Delfino, riceve un plico contenente la quinta prova in vita di Cesare e tre lettere. Il fatto, ripreso dai mass-media, sembra volto a screditare l'operato di forze dell'ordine e magistratura agli occhi della parte di opinione pubblica contraria alla linea dura. Inoltre si discute sulle ultime due prove in vita: la precedente, inviata dai banditi a novembre e mai ricevuta dalla famiglia, si dice sia stata fatta sparire dagli inquirenti; quella attuale suscita perplessità: la foto polaroid che ritrae Cesare con un quotidiano sportivo del 31 dicembre è ritenuta falsa da uno dei massimi esperti italiani di fotografia, Aldo Gilardi, che, pur augurandosi di sbagliare (come poi verrà appurato), lo considera un "fotomontaggio grossolano".
A ogni modo, il procuratore Calia non cede e induce la famiglia Casella ad aspettare ancora, pure in virtù di un appello che Giuseppe Strangio, dall'ospedale in cui si trova piantonato, ha lanciato ai rapitori in favore di Cesare ("Vogliatelo bene!"). Strangio, già condannato a 27 anni per un altro sequestro e divenuto latitante dopo essersi dileguato in seguito a un discutibile permesso premio), sta cominciando a collaborare seriamente con la giustizia. Ciò permette alle forze dell'ordine di stringere il cerchio intorno ai rapitori, desiderosi di ottenere il denaro, ma anche di non aggravare la loro posizione giudiziaria in caso di cattura. Per questo, scoraggiati anche dal tragico esito di un tentato sequestro a Luino, costato la vita a quattro loro “colleghi” di San Luca e reso noto il 18 gennaio, i banditi decidono di chiudere la faccenda senza sangue né altri soldi, a due anni esatti dal suo inizio. Alcuni giorni dopo, martedì 30 gennaio 1990 e curiosamente alla stessa ora del rapimento, Cesare Casella viene finalmente liberato.
All'indomani della liberazione, salutata con entusiasmo dall'Italia intera e non solo, s'inseguono molte voci circa trattative parallele, interventi dei servizi segreti e concessioni all'anonima sequestri. Vincenzo Calia replica alla stampa che si tratta di parole "a vanvera e destituite di ogni fondamento": la seconda rata del riscatto non è stata pagata e l'esito positivo della vicenda (si lascia intendere) è riconducibile esclusivamente alla cattura di Giuseppe Strangio.
Angela Casella è morta di malattia il 10 dicembre 2011.

### Dopo la liberazione: l'euforiamediatica, il libro, il film
Il sequestro di Cesare Casella è durato complessivamente 743 giorni e si attesta al secondo posto dopo gli 831 di quello, contemporaneo, del vicentino Carlo Celadon, prelevato una settimana dopo Casella e rilasciato a maggio 1990. Nei primi due-tre mesi di "euforia", come descrive quelli successivi alla liberazione, Cesare è inseguito da giornali e televisioni: l'11 febbraio 1990 lo si vede allo stadio accanto a Silvio Berlusconi (presidente del Milan, sua squadra preferita) durante Milan-Napoli 3-0, partecipa a programmi sportivi e d'intrattenimento, è intervistato da Bruno Vespa e interviene telefonicamente a una trasmissione condotta da Raffaella Carrà.
Inoltre, riceve decine di lettere al giorno e nel settimanale Visto, edito da Rizzoli, ha una rubrica, in cui pubblica alcune sue risposte e, soprattutto, un memoriale, che a fine marzo verrà trasformato in un libro intitolato 743 giorni lontano da casa, realizzato con la collaborazione del giornalista Pino Belleri. Anche sua madre Angela (sempre "Mamma Coraggio") ha una rubrica nella stessa rivista e viene spesso chiamata per interventi di stampo umanitario. Al padre Luigi, invece, la “celebrità” sta stretta e fa tutto il possibile per tornare nell'ombra. Anche per questo l'Italia è divisa in due: chi vede in Cesare l'"eroe" del momento e chi s'indigna per un apparente divismo, che svilisce la seria sofferenza patita da lui e dalle altre vittime del più odioso dei crimini, "peggiore" com'egli scrive, "perfino dell'omicidio dove se non altro la violenza si consuma in pochi istanti".
Dal caso Casella viene tratto, nel 1992, il film TV Liberate mio figlio: la storia, reinventata in alcuni dettagli, nei nomi e in parte dei luoghi, evidenzia in particolare la vicenda della madre, come si evince dal titolo. Gli argomenti del film sono particolarmente sentiti dal regista Roberto Malenotti: nel 1976 suo padre fu sequestrato e non fece mai ritorno a casa. Gli interpreti sono Marthe Keller e Jean-Luc Bideau nel ruolo dei genitori; Lorenzo, il ragazzo rapito alter ego di Cesare, è interpretato da Arturo Paglia, che gli assomiglia in maniera straordinaria.

### Conseguenze del caso Casella. Fine dell'industria dei sequestri
Il periodo a cavallo fra gli anni ottanta e novanta è l'ultimo in cui i sequestri di persona a scopo di estorsione sono un'industria in Italia. In effetti, si è lontani dai drammatici numeri degli anni settanta (anche venti sequestri in un solo anno, senza contare quelli legati al terrorismo eversivo), ma per contro ad aumentare è la durata di ogni singolo caso: se un tempo il periodo medio era qualche mese, ora il facoltoso malcapitato deve aspettarsi otto, dieci, anche dodici o più mesi, fino ai ventisette di Carlo Celadon. Le richieste di riscatto sono ovviamente più cospicue (per Celadon furono versati cinque miliardi di lire e se ne pretesero altri cinque). I sequestrati, oltre che giovani (a garanzia di una maggiore resistenza), sono talvolta di famiglia benestante, ma non sempre ai vertici della ricchezza. Il caso di Cesare Casella è sicuramente fra questi: suo padre Luigi faceva il meccanico nell'officina paterna, finché col boom economico dei primi anni sessanta cominciò a vendere automobili, creandosi pian piano un'impresa.
Comunque sia, nel corso degli anni novanta, anche per un maggiore controllo delle forze dell'ordine e per i sistematici provvedimenti di blocco dei beni ai familiari del sequestrato (impedendo di fatto il pagamento di un riscatto), il fenomeno dei sequestri si attenua considerevolmente, fino a registrare gli ultimi "colpi di coda" nel 1997, coi discussi casi di Silvia Melis e di Giuseppe Soffiantini.
Peraltro casi isolati come quello di Giovanni Battista Pinna, liberato il 28 maggio 2007 dopo oltre 8 mesi di prigionia, obbligano a un'attenzione sempre alta al fenomeno.

### Il pentito Saverio Morabito confessa il sequestro
Saverio Morabito (1952), arrestato nel 1990 e collaboratore di giustizia dal 1993, ha svelato i retroscena di ben nove sequestri di persona (tra i quali quelli di Cesare Casella e di Augusto Rancilio), di 14 omicidi, di traffici di droga e di alleanze tra le 'ndrine e le cosche siciliane.